# Wikimedia Foundation
Die Wikimedia Foundation, Inc. (WMF), deutsch: Wikimedia-Stiftung, ist ein gemeinnütziges Unternehmen (non-profit corporation) nach US-amerikanischem Recht, das freies Wissen und freie Inhalte fördert und Eigentümer des weltweit bekannten Internetportals Wikipedia ist.
Die WMF unterstützt die sogenannte Wikimedia-Bewegung, ca. 75.000 freiwillige Redakteure, Entwickler und Organisationen, die sowohl freie Inhalte als auch die Software dazu erstellen. Für die Sammlung, Entwicklung und Verbreitung der Inhalte setzt die Wikimedia Foundation Wikis ein, erfunden vom US-amerikanischen Softwareautor Ward Cunningham. Wikipedia ist das bekannteste Projekt; auch die Mediendatenbank Wikimedia Commons wird vergleichsweise stark genutzt.
Ferner gibt es nationale Non-Profit-Organisationen, sogenannte chapters und user groups. Sie sind mit der WMF vertraglich verbunden. Ein derartiger Vertrag ist auch die Basis, wie die über die Webseiten gespendeten Beträge aufgeteilt werden. Inhaberin der Internetdomänen ist meistens die Wikimedia Foundation; die Benutzung der eingetragenen Marken ist reglementiert. In den deutschsprachigen Ländern haben die Chapters die Rechtsform des Vereins gewählt: Wikimedia Deutschland e. V., Wikimedia Österreich und Wikimedia CH. 2012 hat die WMF angekündigt, neben den nationalen Vereinen auch thematische Vereine, losere user groups und eine Art von partners anerkennen zu wollen.

## Organisationen

Die Wikimedia-Bewegung 2012 mit der internationalen Wikimedia Foundation, den Vereinen und den Projekten

Die Wikimedia-Bewegung als Mindmap (Juni 2023)

### Wikimedia Foundation
Die Wikimedia Foundation Inc. ist eine gemeinnützige Organisation (non-profit corporation) gem. United States Internal Revenue Code (26 U.S.C. § 501(c)) nach dem Recht des amerikanischen Bundesstaates Florida. Die Gesellschaft hat Gründungsparagraphen (Articles of Incorporation) und eine Satzung (by-law), umfassende Leitungsmacht hat das Kuratorium (Board of Trustees).
Die Gründung gab der Wikipedia-Mitgründer Jimmy Wales am 20. Juni 2003 bekannt. Mit der Gründung der Wikimedia Foundation übertrugen ihr Wales und Bomis, Wales’ Firma, die unter anderem Nupedia und Wikipedia gegründet hatte, alle im Zusammenhang mit der Wikipedia oder ihrer Schwesterprojekte stehenden Rechte an Namen und Domains sowie die bis dato angeschafften Server.
Den Namen „Wikimedia“ erfand Sheldon Rampton, amerikanischer Autor und Betreiber von SourceWatch (vormals Disinfopedia).

#### Kuratorium
Das höchste Gremium der Foundation ist das Board of Trustees, das Kuratorium. Es setzt sich zusammen aus drei indirekt von der Community gewählten, vom Board bestellten Mitgliedern, zwei von den nationalen Organisationen (Chaptern) ausgewählten, vom Board bestellten Vertretern, vier direkt vom Board bestellten Mitgliedern und dem vom Board jährlich zu bestätigenden Gründer Jimmy Wales. Ferner gibt es weitere Gremien wie einen Beirat und Arbeitsgruppen.

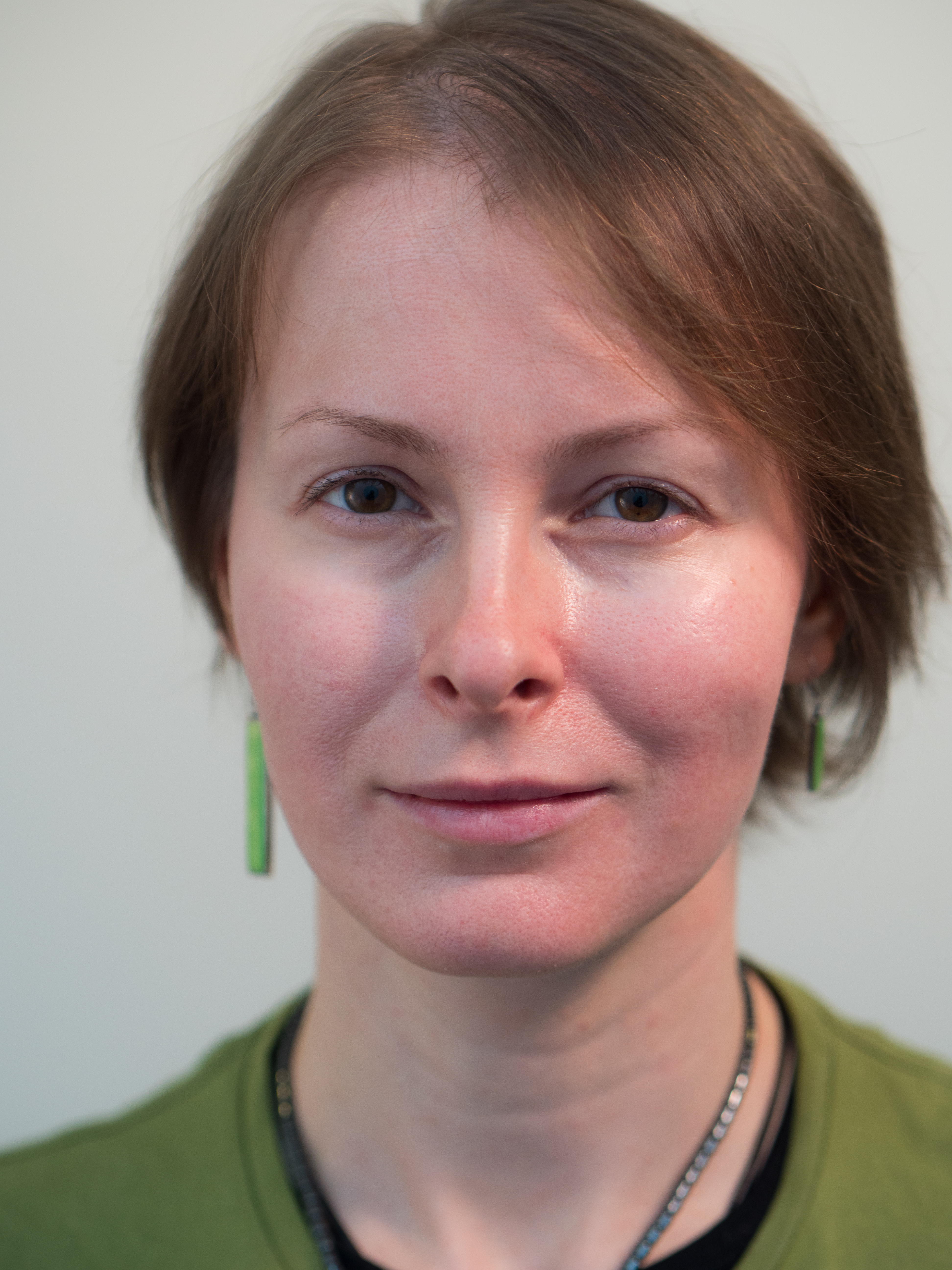
Nataliia Tymkiv, Vorstandsvorsitzende
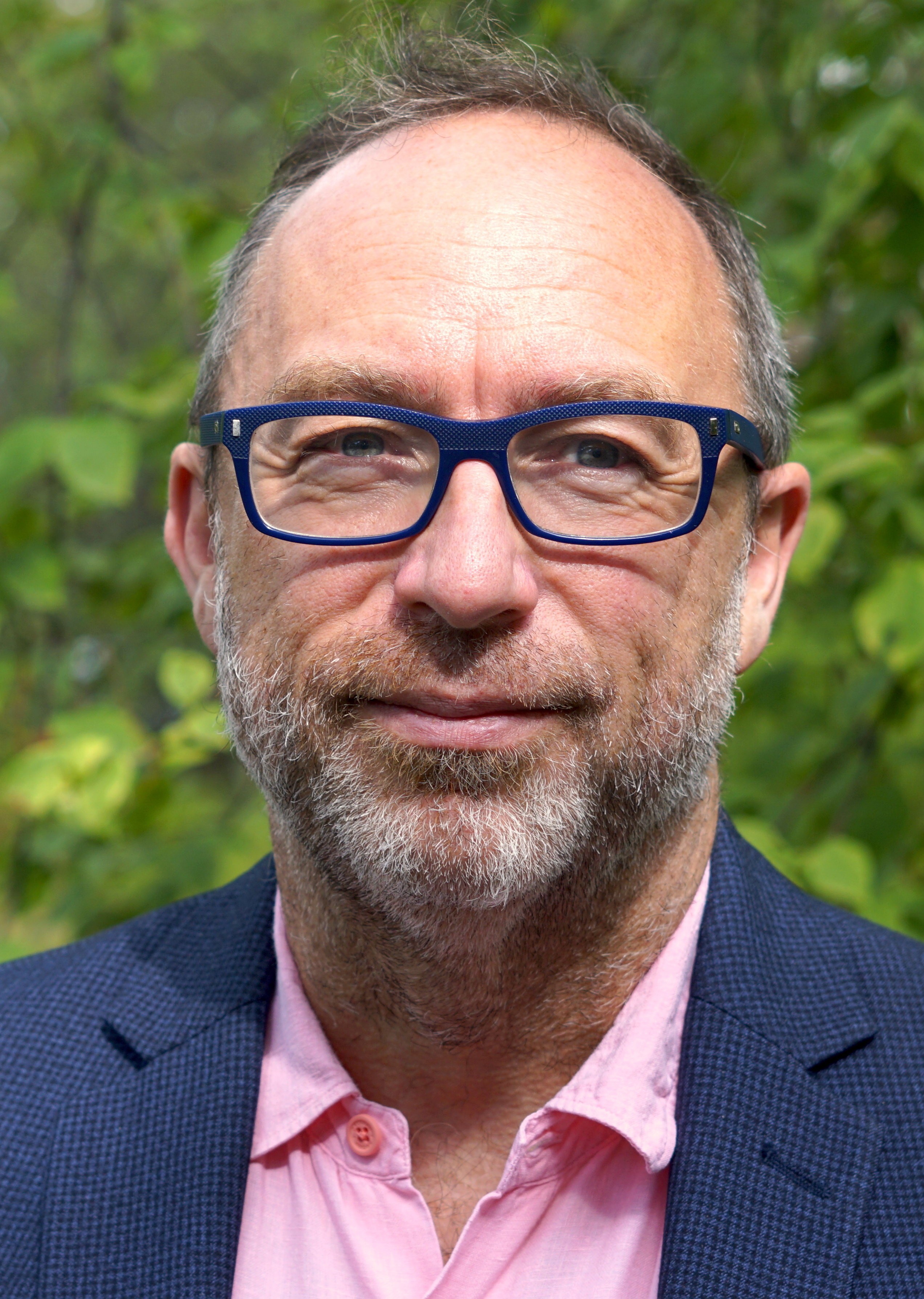
Jimmy Wales, Gründer
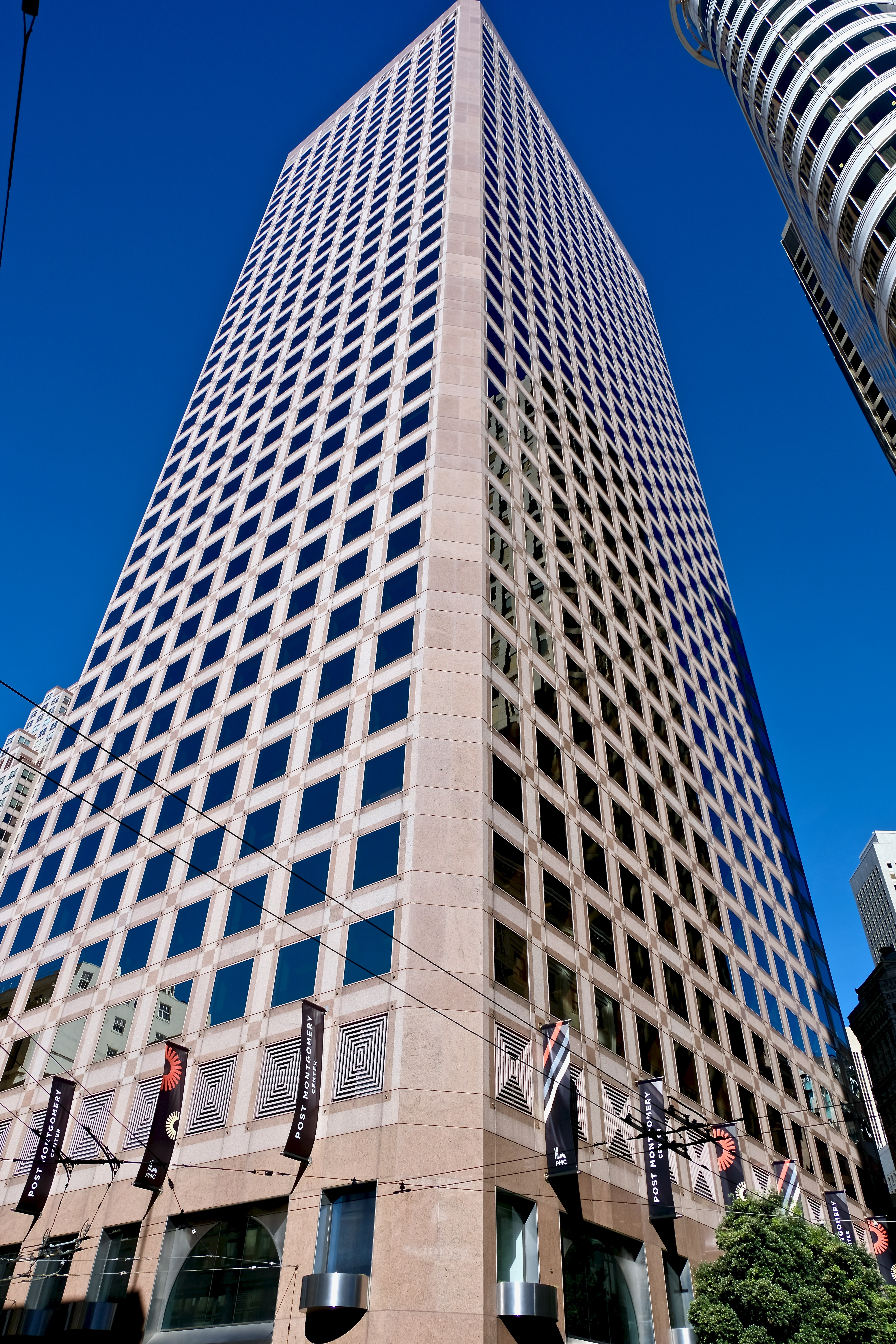
Sitz der Wikimedia Foundation im 16. Stock des One Montgomery Tower (seit 2017) (Lage)
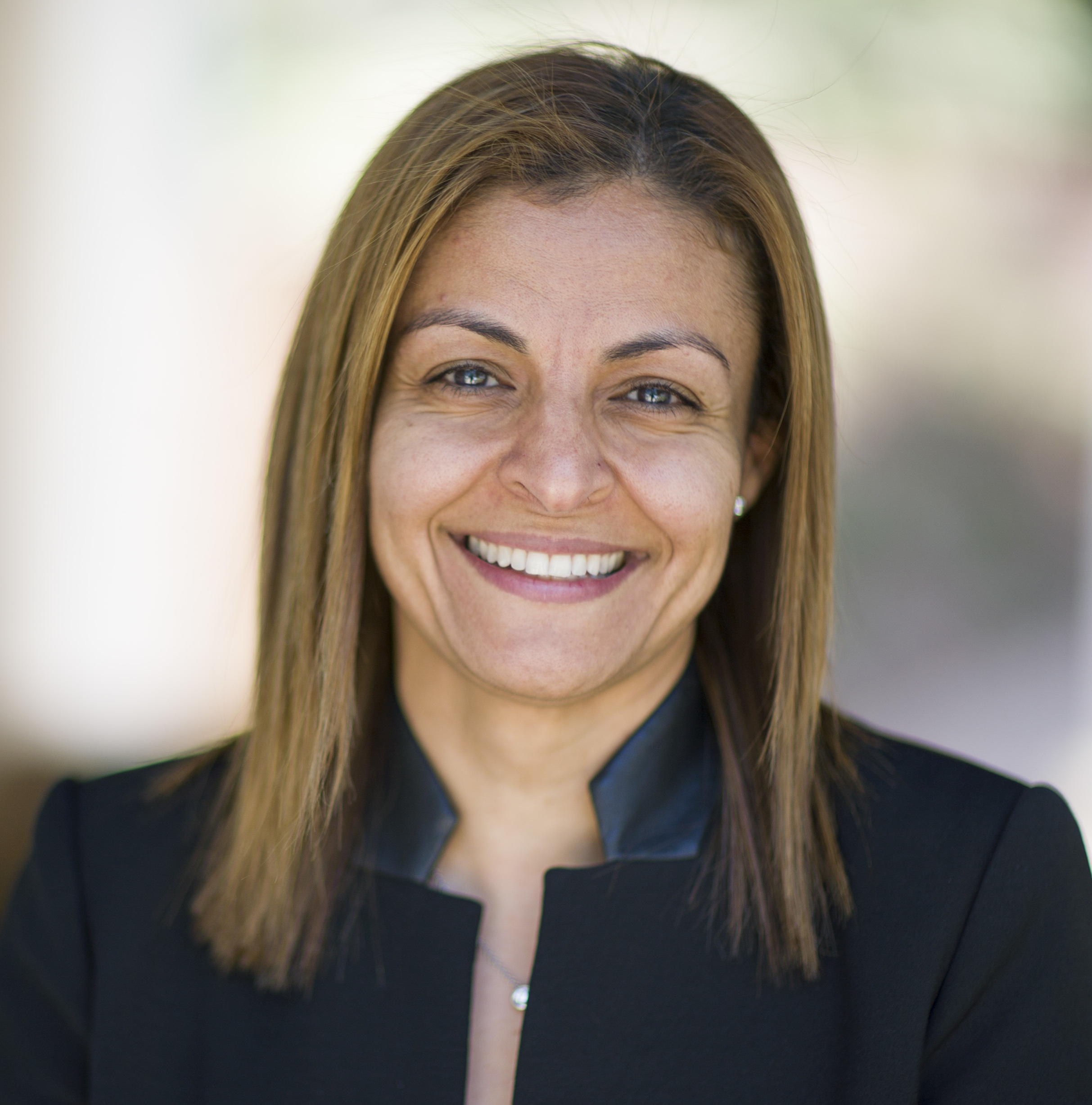
Maryana Iskander, Geschäftsführerin (seit 2022)

Die Vorsitzenden
- Juni 2003 – Oktober 2006: Jimmy Wales
- Oktober 2006 – Juli 2008: Florence Nibart-Devouard
- Juli 2008 – Juli 2010: Michael Snow
- Juli 2010 – Juli 2012: Ting Chen
- Juli 2012 – August 2013: Kat Walsh
- August 2013 – Juli 2015: Jan-Bart de Vreede
- Juli 2015 – Juni 2016: Patricio Lorente
- Juni 2016 – Juli 2018: Christophe Henner
- Juli 2018 – Juni 2021: María Sefidari
- seit Juni 2021: Nataliia Tymkiv[10]

James Heilman, eines der drei von der Wikipedia-Community gewählten Mitglieder des Vorstands, wurde am 28. Dezember 2015 während einer Sitzung vom Vorstand ausgeschlossen, 2017 jedoch von der Community wieder in den Vorstand gewählt.

#### Geschäftsführerin
Geschäftsführerin der Wikimedia Foundation war ab Dezember 2007 die kanadische Journalistin Sue Gardner, am 1. Juli 2014 folgte ihr Lila Tretikov, dieser folgte ab April 2016 Katherine Maher. Im April 2021 legte Maher ihr Amt nieder. Im September 2021 wurde die Übernahme der Geschäftsleitung durch Maryana Iskander angekündigt, die ihr Amt am 5. Januar 2022 antrat.
Der deutsche Journalist, Autor und Softwareentwickler Erik Möller hatte von Januar 2008 bis April 2015 den Posten des stellvertretenden Direktors inne.

#### Angestellte
In den ersten Jahren wurde die Arbeit der Wikimedia Foundation fast ausschließlich von Ehrenamtlichen erledigt. 2005 gab es zwei erste fest Angestellte, einen Koordinator und einen Softwaremanager. 2006 wuchs die Belegschaft auf sechs Personen. Das Unternehmen expandierte weiter und schuf verschiedene neue Positionen wie General Counsel (Leiter der Rechtsabteilung), Chief Operating Officer, Head of Communications, Grant Coordinator, Chapters Coordinator und Volunteer Coordinator.
In den folgenden Jahren wuchs die Belegschaft der Gesellschaft stark an. 2010 waren es 35 Angestellte, im Mai 2011 bereits 65 Mitarbeiter. Zum Stand November 2012 beschäftigte die Wikimedia Foundation 147 Angestellte sowie eine Anzahl externer Mitarbeiter. Laut Angaben auf ihrer Webseite beschäftigte das Unternehmen im August 2018 über 300 Mitarbeiter und 2022 bereits über 550; 2023 war ihre Zahl auf über 700 gewachsen.

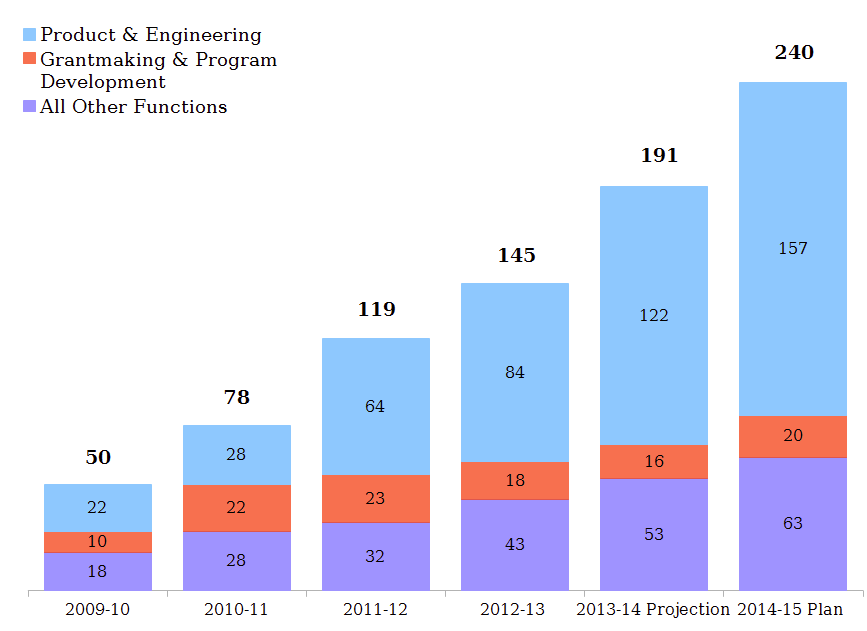
Wachstum der WMF-Mitarbeiterzahl (ca. 2009–2014)

Die Wikimedia Foundation hatte zunächst ein Büro in Saint Petersburg in Florida. 2007 zog sie nach San Francisco um, wo sie Ende 2009 in ein größeres Bürogebäude umzog.

### Wiki Education Foundation
2014 wurde für Bildungsprogramme in den Vereinigten Staaten und Kanada eine eigene Organisation gegründet. Die Wiki Education Foundation kooperiert mit Universitäten und Colleges und fördert Lehren, Lernen und Erkunden in Verbindung mit dem innovativen Einsatz der Wikipedia und anderer Projekte.

### Nationale Wikimedia-Vereine

Nationale Wikimedia-Vereine (Chapters) weltweit

Nationale Wikimedia-Vereine, im Englischen als Chapter bezeichnet, sind eigenständige Organisationen, die von der Wikimedia Foundation das Recht erhalten, im jeweiligen Land unter der geschützten Bezeichnung „Wikimedia“ aufzutreten und die weiteren Marken der Foundation zu verwenden.
Die nationalen Vereine unterstützen vor Ort die Foundation und deren Wikimedia-Projekte, beispielsweise durch die Veranstaltung von Treffen und Workshops oder durch Öffentlichkeitsarbeit. Sie betreiben keine Projekte (wie z. B. Wikipedia oder Wikiquote) – dies bleibt der Foundation vorbehalten. Ferner nehmen die nationalen Vereine keine inhaltlichen Änderungen an der Wikipedia oder anderen Projekten vor. Ordnungsdienst in den Projekten leisten von den Ehrenamtlichen gewählte und von der Foundation mandatierte Administratoren und alle anderen Bearbeiter.
Am 13. Juni 2004 wurde in Berlin mit dem Verein Wikimedia Deutschland – Gesellschaft zur Förderung Freien Wissens e. V. der erste nationale Wikimedia-Verein gegründet. Im Oktober desselben Jahres folgte die französische Wikimédia France. Am 14. Mai 2006 erfolgte die Gründung des Wikimedia CH – Verein zur Förderung Freien Wissens in der Schweiz. Die Gründung des gemeinnützigen Vereins Wikimedia Österreich – Gesellschaft zur Förderung Freien Wissens (WMAT) erfolgte schließlich am 26. Februar 2008.
Mittlerweile gibt es in vielen weiteren Ländern Wikimedia-Vereine, unter anderem in Italien, Großbritannien, Taiwan, Israel und den Niederlanden. Einen Überblick über alle Länderorganisationen bietet das sogenannte Meta-Wiki, das als globale Organisationsplattform der Wikimedia etabliert wurde.
Die länderspezifischen Domains wikipedia.de, wikipedia.at und wikipedia.ch weisen aus rechtlichen Gründen als Domaineigner die nationalen Vereine aus, nicht die Wikimedia Foundation, die wikipedia.org betreut. Die Webseiten der drei genannten Domains enthalten länderspezifische Portale für die Wikipedia.

## Projekte

Logos von Wikimedia (Mitte) und von 16 ihrer Projekte

In Wikimedia-Projekten werden die Inhalte von Ehrenamtlichen erstellt. Die Texte (und bis auf wenige Fair-Use-Ausnahmen auch Mediendateien) stehen unter einer freien Lizenz, in der Regel unter der Lizenz Creative Commons Attribution-ShareAlike 3.0 Unported (CC-BY-SA). Als technische Plattform der Projekte dient die primär zu diesem Zweck entwickelte Software MediaWiki.
Die Wikipedia beschränkt sich auf Enzyklopädie-Artikel. Für andere Inhalte hat die Wikimedia Foundation im Laufe der Zeit weitere Wikis gegründet bzw. aufgenommen. Teilweise ergibt sich die Bedeutung solcher Wikis aus ihrer Hilfsfunktion für die Wikipedia.
- Wikimedia Commons (seit September 2004), eine zentrale Datenbank, die Bilder und andere Medien für alle Wikimedia-Projekte gemeinsam zugänglich macht. Wikimedia Commons ist mit über 112 Millionen Mediendateien[26] eine der größten freien Mediensammlungen der Welt. Zusammen mit Wikimedia Commons wird seit 2011 der Fotowettbewerb Wiki Loves Monuments veranstaltet, der mit fast 170.000 eingereichten Fotografien von Guinness World Records als größter Foto-Wettbewerb anerkannt wurde. Der Schwester-Fotowettbewerb Wiki Loves Earth, kurz WLE genannt, der 2013 in der Ukraine erstmals durchgeführt wurde und bei dem es um Bilder von geschützten Landschaften und geschützten Objekten in der Natur geht, wird seit 2014 auch in anderen Staaten durchgeführt. 2017 beteiligten sich weltweit 36 Staaten und Biosphärenreservate mit über 137.000 Fotografien an Commons:Wiki Loves Earth 2017.
- Wikidata (seit Oktober 2012), eine Datenbank. Wikidata ist wie alle Wikis frei bearbeitbar. Wikidata hat unter anderem das Ziel, die Wikipedia zu unterstützen und als gemeinsame Quelle bestimmte Datentypen, wie Geburtsdaten oder sonstige allgemeingültige Daten, für sämtliche Wikimedia-Projekte bereitzustellen. Zudem stellt Wikidata der Wikipedia seit März 2013 die Verlinkungen auf Artikelversionen anderer Sprachen und Dialekte automatisch zur Verfügung.
- Wikifunctions (seit Juli 2023), eine Bibliothek für Funktionen
- Wikibooks (seit Juli 2003), das mit dem Ziel gegründet wurde, freie Lehrbücher zu erstellen
- Wikiversity (seit August 2006), eine Studien- und Forschungsplattform auf Basis eines Wiki
- Wikisource (seit November 2003), eine Sammlung freier Quellen im Sinne der Geschichtswissenschaften
- Wikispecies (seit September 2004), ein Verzeichnis biologischer Arten
- Wiktionary (seit Dezember 2002), ein Wörterbuch
- Wikinews (seit November 2004), das sich dem Aufbau einer freien Nachrichtenquelle widmet. Da die Enzyklopädie gleichfalls eine bedeutende Rolle als Medium für die Verbreitung von Nachrichten spielt, gibt es hier jedoch starke Überschneidungen.[27]
- Wikiquote (seit Juli 2004), eine Zitatesammlung
- Wikivoyage (seit November 2012), ein Reiseführer

ComScore zufolge wurden die Wikimedia-Projekte im Januar 2010 von insgesamt 365 Millionen Besuchern weltweit aufgerufen.
Die Wikimedia Foundation veranstaltet seit dem Jahr 2005 jährlich die internationale Konferenz Wikimania, die als Kommunikationsforum für Organisationsoffizielle, Community-Mitglieder, Wissenschaftler und Techniker konzipiert ist.
Eine andere Kooperation strebt die am 25. Oktober 2021 gegründete Wikimedia-Tochter Wikimedia Enterprise an. Als kommerzielles Projekt will sie durch Lizenzvergütungen maximal 30 Prozent der Stiftungseinnahmen erwirtschaften, indem sie eine auf Unternehmensbedürfnisse zugeschnittene Schnittstelle für den strukturierten Zugriff auf die Wikipedia-Daten und Support-Dienstleistungen anbietet.

## Technische Infrastruktur

Serverstruktur der Wikimedia (Stand Dezember 2010)

Zum Betrieb der verschiedenen Wikimedia-Projekte unterhält die Wikimedia Foundation eine umfangreiche technische Infrastruktur in Rechenzentren in Ashburn in Virginia, Tampa in Florida (soll geschlossen werden. Stand: Sommer 2014) und Carrollton in Texas. Daneben gibt es noch von Kennisnet betriebene Server in Amsterdam (Niederlande). Insgesamt sind etwa 900 Server in Betrieb (Stand Juli 2014). Im Jahr 2008 wurden alle Server auf Ubuntu 8.04 LTS Server Edition umgestellt. Wikimedia Deutschland stellte 14 Server für den Toolserver bereit, der zur Hälfte vom OpenStreetMap-Projekt und deren Integration in Wikipedia genutzt wird und zur anderen Hälfte die Autoren der Wikipedia mit Helferlein und Bots unterstützt. Der Toolserver wurde, bis auf den Kartenserver, 2014 eingestellt und durch Wikimedia Labs ersetzt.

## Konflikte zwischen WMF und Wikipedia-Autoren
Im Juli/August 2014 forcierten WMF-Mitarbeiter eine neue Betrachtungsfunktion für Medieninhalte („Media Viewer“), die in der englisch- wie deutschsprachigen Autorengemeinschaft auf deutliche Ablehnung stieß. Dies wurde WMF-seitig ignoriert und, um diese Position technisch durchzusetzen, die Software so angepasst, dass WMF-Mitarbeiter höherrangige Schutz- bzw. Bearbeitungsrechte („Superprotect“) gegenüber lokalen, von der Community gewählten Administratoren bekamen, um eine lokale Blockierung des „Media Viewer“ zu verhindern. Inwiefern eine solche Missachtung lokaler Meinungsbildungsprozesse und deren technische Durchsetzung unter Zwang vonseiten der WMF legitim ist, bleibt Gegenstand von Auseinandersetzungen besonders in der englisch- und deutschsprachigen Wikipedia-Autorengemeinschaft.

## Finanzen

### Finanzierung

Finanzielle Entwicklung der Wikimedia Foundation 2003–2023: Erträge (grün), Aufwände (rot) und Reinvermögen (schwarz).

Die Wikimedia Foundation finanziert sich bisher vor allem über Spenden. Überwiegend handelte es sich dabei um kleinere Einzelspenden von Privatpersonen. Weitere Unterstützung erhält Wikimedia in Form von Geld- und Sachzuwendungen von anderen Stiftungen und Unternehmen, darunter seit Frühjahr 2005 auch der Suchmaschinen- und Internetportal-Betreiber Yahoo. Im Jahr 2010 hat auch Google eine größere Einzelspende geleistet. Amazon spendete 2018 eine Million Dollar an Wikimedia. Im Oktober 2018 spendete der Philanthrop George Soros zwei Millionen US-Dollar an die WMF. 2019 spendete Google einen Betrag von 1,1 Mio. US-$ an die Wikimedia Foundation und 2 Mio. US-$ an das Wikimedia Endowment.
Eine kleinere Einnahmequelle ist der Verkauf von Wikipedia/Wikimedia Souvenirs. Der Anteil an den Gesamteinnahmen ist aber sehr gering.

### Finanzielle Entwicklung
Die Wikimedia Foundation weist seit ihrer Gründung 2003 ein starkes Wachstum auf. Sowohl die jährlichen Erträge als auch die Aufwände und das Nettovermögen der Stiftung steigen jedes Jahr kontinuierlich an. Die folgende Tabelle basiert auf den Statements of Activities (jeweils zum 30. Juni) in den Wikimedia Foundation Financial Reports.
| Jahr      | Gesamterträge | Gesamtaufwände | Zunahme zweckgebundene Mittel | Währungsumrechnung | Anstieg Nettovermögen | Nettovermögen zum Jahresende |
| --------- | ------------- | -------------- | ----------------------------- | ------------------ | --------------------- | ---------------------------- |
| 2003/2004 | $ 80.129      | $ 23.463       | $ 0                           | $ 0                | $ 56.666              | $ 56.666                     |
| 2004/2005 | $ 379.088     | $ 177.670      | $ 10.000                      | $ 0                | $ 211.418             | $ 268.084                    |
| 2005/2006 | $ 1.508.039   | $ 791.907      | $ 20.000                      | $ 0                | $ 736.132             | $ 1.004.216                  |
| 2006/2007 | $ 2.734.909   | $ 2.077.843    | $ −3.000                      | $ 0                | $ 654.066             | $ 1.658.282                  |
| 2007/2008 | $ 5.032.981   | $ 3.540.724    | $ 2.027.629                   | $ 0                | $ 3.519.886           | $ 5.178.168                  |
| 2008/2009 | $ 8.658.006   | $ 5.617.236    | $ 12.829                      | $ 0                | $ 3.053.599           | $ 8.231.767                  |
| 2009/2010 | $ 17.979.312  | $ 10.266.793   | $ −1.401.555                  | $ 0                | $ 6.310.964           | $ 14.542.731                 |
| 2010/2011 | $ 24.785.092  | $ 17.889.794   | $ 2.754.115                   | $ 0                | $ 9.649.413           | $ 24.192.144                 |
| 2011/2012 | $ 38.479.665  | $ 29.260.652   | $ 1.517.901                   | $ 0                | $ 10.736.914          | $ 34.929.058                 |
| 2012/2013 | $ 48.635.408  | $ 35.704.796   | $ −2.670.546                  | $ 0                | $ 10.260.066          | $ 45.189.124                 |
| 2013/2014 | $ 52.465.287  | $ 45.900.745   | $ 1.382.396                   | $ 338.959          | $ 8.285.897           | $ 53.475.021                 |
| 2014/2015 | $ 75.797.223  | $ 52.596.782   | $ 2.405.684                   | $ −1.260.848       | $ 24.345.277          | $ 77.820.298                 |
| 2015/2016 | $ 81.862.724  | $ 65.947.465   | $ −1.952.762                  | $ −110.751         | $ 13.962.497          | $ 91.782.795                 |
| 2016/2017 | $ 91.242.418  | $ 69.136.758   | $ −558.258                    | $ 339.950          | $ 21.547.402          | $ 113.330.197                |
| 2017/2018 | $ 104.505.783 | $ 81.442.265   | $ −1.444.145                  | $ 251.596          | $ 21.619.373          | $ 134.949.570                |
| 2018/2019 | $ 120.067.266 | $ 91.414.010   | $ 2.038.599                   | $ 30.311           | $ 30.691.855          | $ 165.641.425                |
| 2019/2020 | $ 129.234.327 | $ 112.489.397  | $ −2.070.630                  | $ −480.531         | $ 14.674.300          | $ 180.315.725                |
| 2020/2021 | $ 162.886.686 | $ 111.839.819  | $ −185.056                    | $ 1.576.737        | $ 50.861.811          | $ 231.177.536                |
| 2021/2022 | $ 154.686.521 | $ 145.970.915  |                               |                    | $ 8.173.996           | $ 239.351.532                |
| 2022/2023 | $ 180.174.103 | $ 169.095.381  |                               |                    | $ 15.619.804          | $ 254.971.336                |

## Kritik
Die Wikimedia Foundation wird immer wieder für die Formulierungen ihrer Spendenaufrufe kritisiert. In diesen werde der Eindruck erweckt, Wikipedia stünde kurz vor dem finanziellen Aus oder einer Abschaltung. Mit einem Nettovermögen von über 200 Millionen Dollar ist die Foundation jedoch finanziell abgesichert und verfügt über genügend Mittel, um die Wikipedia-Server mindestens einhundert Jahre weiterbetreiben zu können. Nur ein Bruchteil der Spenden werden tatsächlich für Wikipedia verwendet, im Jahr 2019/2020 wurden von 112 Millionen Dollar Gesamtaufwendungen 33,75 Millionen Dollar, also etwa 30 %, für die Unterhaltung der Wikipedia ausgegeben, bei Spendeneinnahmen von etwa 120 Millionen Dollar.
Wikipedia-Autoren bezeichneten die Spendenaufrufe im Dezember 2022 aufgrund ihrer Dramatik als „unethisch“ und „irreführend“. Der Wikipedia-Gründer Jimmy Wales kündigte an, die englischsprachigen Aufrufe würden aktuell überarbeitet werden.